# So Good (B.o.B)
So Good è un brano musicale del rapper statunitense B.o.B, pubblicato il 21 febbraio 2012 come secondo singolo estratto dall'album Strange Clouds. Il brano è prodotto da Ryan Tedder, che si occupa anche di fornire alcune parti vocali aggiuntive al brano.
Il video musicale, diretto da Justin Francis, è stato reso disponibile il 21 marzo 2012, dopo che un trailer era stato mostrato in anteprima il 14 febbraio 2012.
Nei primi sei mesi del 2012, il singolo ha venduto 1 248 000 copie negli Stati Uniti.
La canzone è usata come sottofondo della pubblicità della compagnia aerea Easyjet nel 2012 ed è stata usata anche nel film Gli stagisti di Owen Wilson e Dylan O'Brien.

## Tracce
Digital download
1. So Good - 3:33

UK digital download
1. So Good – 3:33
2. Play the Guitar (feat. André 3000) – 3:24
3. Strange Clouds (feat. Lil Wayne) – 3:46

## Classifiche
| Classifica (2012)                     | Posizione massima |
| ------------------------------------- | ----------------- |
| Australia (Australian Singles Charts) | 17                |
| Brasile (Brasil Hot 100 Airplay)      | 40                |
| Canada (Billboard Canadian Hot 100)   | 23                |
| Scozia (Scottish Singles Chart)       | 7                 |
| USA (Billboard Hot 100)               | 11                |
| USA (Digital Songs)                   | 6                 |
| USA (Pop Songs)                       | 19                |
| USA (Radio Songs)                     | 33                |
| USA (Rap Songs)                       | 22                |
| USA (R&B/Hip-Hop Songs)               | 95                |
| Irlanda (Irish Singles Charts)        | 9                 |
| Italia                                | 78                |
| Nuova Zelanda (RIANZ Top 40)          | 18                |
| Paesi Bassi (Mega Charts)             | 73                |
| Regno Unito (Official Charts Company) | 7                 |
| Regno Unito (Uk R&B Singles Chart)    | 2                 |

### Classifiche di fine anno
| Classifica (2012) | Posizione |
| ----------------- | --------- |
| Stati Uniti       | 80        |